# Ubasi Khong Tayiji
Ubasi Khong Tayiji là một thân vương Mông Cổ thế kỷ 17. Ông là Altan Khan đầu tiên của Khalkha cai trị Khotgoids ở tây bắc Khalkha.Khoảng năm 1609, ông chiếm giữ vùng trung tâm Oirat cũ xung quanh Kobdo và Hồ Uvs. Ông đã đánh bại người Oirat về phía tây vào Dzungaria vào năm 1620 và 1623. Ubasi đã bị giết bởi người Oirat vào năm 1623 và được con trai của ông là Badma Erdeni Khong Tayiji kế nhiệm.